# Província de Niassa
Niassa és una província de Moçambic. Té una superfície de 129.056 km² i una població d'1.027.037 el 2006 (756.287 habitants el 2001). La capital provincial és Lichinga, que fins al 1976 va portar el nom de Vila Cabral. Està habitada per diverses ètnies, la principal de les quals és l'ètnia wa yao (que al nord i est de la província i és el 40% de la població de la capital). El seu límit nord és el riu Rovuma que la separada de Tanzània; el llac Niassa (Nyassa o Malawi) forma el límit occidental que la separa de Malawi. El seu nom vol dir "llac" en llengua chiNyanja. És la província més gran del país però també la menys poblada.

## Demografia
| 1980    | 1997    | 2007      |
| 507.816 | 756.287 | 1.170.783 |

## Divisió administrativa
Està dividida en 15 districtes (Cuamba, Lago, Lichinga, Majune, Mandimba, Marrupa, Maúa, Mavago, Mecenhelas, Mecula, Metarica, Muembe, N'gauma, Nipepe i Sanga) i cinc municipalitats (Cuamba, Lichinga, Mandimba, Marrupa i Metangula).

## Història
El territori fou part de la concessió a la Companyia de Niassa del 1890, que es va iniciar el 1894. Els terrenys restaven en gran part fora del domini efectiu. El 1897 la companyia va projectar una expedició contra el cap tribal Mataca de la regió del llac Niassa, però davant la resistència que s'esperava, el pla es va abandonar. Dos anys després però va aconseguir portar a terme amb èxit el projecte contra Mataca, amb el suport d'un cos de 200 soldats colonials regulars blancs i 2800 indígenes, establint una posició a Metarica; des d'aquí el 1900 va poder ocupar Messumba o el 1902 Metangula, ambdues a la riba del llac Niassa.
Els alemanys de l'Àfrica Oriental Alemanya hi van fer algunes incursions després del 1916 quan la guerra va esclatar entre Portugal i Alemanya, i per això els portuguesos van construir una carretera que va afavorir l'ocupació efectiva del Planalto de Mueda al que després fou el districte i província de Cabo Delgado. La concessió es va acabar el 1929 i la companyia es va dissoldre i l'administració va passar directament al govern portuguès el 27 d'octubre de 1929.
Llavors es van formar els districtes de Cabo Delgado, amb els territoris de la companyia de la part costanera, i de Lago amb els territoris de l'interior. Aquest darrer fou reanomenat Niassa per decret nº 39858 de 20 d'octubre de 1954. El ferrocarril va arribar fins a Vila Cabral.
El districte de Niassa va esdevenir província amb la independència de Moçambic el 25 de juny de 1975. La regió fou afectada per la guerra civil amb la RENAMO. El 1990 el govern va signar un acord amb Sud-àfrica per l'establiment de grangers bòers a la província, però els bòers no van rebre prou bon tracte i els litigis que es van plantejar foren resolts sistemàticament a favors dels pagesos moçambiquesos, i part dels bòers se'n van anar tot i que estaven posant en producció terres que els locals no sabien ni volien treballar. El 1992 l'acord de pau general va retornar la tranquil·litat a la regió. Un parc nacional (Parc Nacional de Niassa) fou creat amb administració d'una companyia privada, i es va crear una facultat d'agronomia a la Universitat Catòlica de Cuamba, que actualment és la ciutat més gran de la província.

## Governadors
La província és dirigida per un governador provincial nomenat pel President de la República.
- (1976-1983) Aurélio Benete Manave
- (1983-1984) Sérgio Vieira
- (1984-1987) Mariano Matsinha
- (1987-1995) Júlio Almoço Nchola[3]
- (1995-2000) Aires Ali[4]
- (2000-2005) David Simango[3]
- (2005-2010) Arnaldo Bimbe[5]
- (2010-2014) David Ngoane Malizane[6]
- (2015-) Arlindo da Costa Chilundo[7]